# ABSC All Africa Snooker Championship
ABSC All Africa Snooker Championship – turniej snookera organizowany przez Afrykańską Konfederację Bilarda i Snookera (ABSC).

## Historia
Turniej odbył się po raz pierwszy w 1993 roku i zazwyczaj odbywa się corocznie. Od 2010 roku odbywają się także mistrzostwa w wariancie  6-red (na sześciu czerwonych), a od 2015 roku rywalizują seniorzy (masters) i kobiety. Pierwszym mistrzem wśród mężczyzn został Ismael Teeluck z Mauritiusa, wszyscy kolejni mistrzowie pochodzili albo z Egiptu, albo z RPA.
W 2012 roku po raz pierwszy zwycięzcy turnieju przyznano miejsce w zawodowym World Snooker Tour . Ponieważ Peter Francisco, który miał już ponad 50 lat, odmówił udziału, miejsce w profesjonalnej trasie przypadło Mohamedowi Khairy'emu. Później mistrz Afryki był brany pod uwagę do udziału w zawodowym tourze w sposób nieregularny. W 2018 roku Mohamed Ibrahim nie został nominowany przez stowarzyszenie kontynentalne, ale otrzymał dziką kartę od stowarzyszenia światowego.
Po odwołaniu Mistrzostw Afryki w 2019 r. z powodu trudności w harmonogramie stowarzyszenie przyznało główne miejsce w turnieju zwycięzcy zawodów snookera Igrzysk Afrykańskich w 2019 r., Amine Amiri.

## Zwycięzcy
| Rok         | Miejsce           | Mężczyźni          | Mężczyźni     | Mężczyźni              | 6-Reds             | Masters          | Kobiety         |
| Rok         | Miejsce           | Zwycięzca          | Wynik         | Finalista              | 6-Reds             | Masters          | Kobiety         |
| ----------- | ----------------- | ------------------ | ------------- | ---------------------- | ------------------ | ---------------- | --------------- |
| 1993        | Mauritius         | Ismael Teeluck     | brak danych   | brak danych            | nie rozegrano      | nie rozegrano    | nie rozegrano   |
| 1994        | Port Louis        | Bernie Jones       | 11-10         | Schalk Mouton          | nie rozegrano      | nie rozegrano    | nie rozegrano   |
| 1995        | Durban            | Warren Horsley     | 11-80         | Bernie Jones           | nie rozegrano      | nie rozegrano    | nie rozegrano   |
| 1996        | Południowa Afryka | Hitesh Naran       | 11-80         | Warren Horsley         | nie rozegrano      | nie rozegrano    | nie rozegrano   |
| 1999        | Egipt             | Warren Horsley     | 6-5           | Munier Cassim          | nie rozegrano      | nie rozegrano    | nie rozegrano   |
| 2000        | Maroko            | Mohamed El Hamy    | 5-4           | Sherif A. Senna        | nie rozegrano      | nie rozegrano    | nie rozegrano   |
| 2002        | Kair              | Hesham Abbas       | 5-2           | Wael Talaat            | nie rozegrano      | nie rozegrano    | nie rozegrano   |
| 2007        | Casablanca        | Wael Talaat        | 5-4           | Mohamed Elkhayat       | nie rozegrano      | nie rozegrano    | nie rozegrano   |
| 2008        | Trypolis          | Mohamed El Hamy    | 6-2           | Mohamed Elkhayat       | nie rozegrano      | nie rozegrano    | nie rozegrano   |
| 2009        | Johannesburg      | Wael Talaat        | 6-0           | Mohamed Elkhayat       | nie rozegrano      | nie rozegrano    | nie rozegrano   |
| 2010        | Kair              | Mohamed Elkhayat   | 6-1           | Wael Talaat            | Hassan Samir       | nie rozegrano    | nie rozegrano   |
| 2011        | Kair              | Wael Talaat        | 6-4           | Mohamed El Hamy        | Wael Talaat        | nie rozegrano    | nie rozegrano   |
| 2012        | Johannesburg      | Peter Francisco    | 6-2           | Mohamed Khairy         | Mohamed Ibrahim    | nie rozegrano    | nie rozegrano   |
| 2013        | Marrakesz         | Peter Francisco    | 6-2           | Khalid Belaied Abumdas | Ahmed Galal        | nie rozegrano    | nie rozegrano   |
| 2015        | Tunis             | Hatem Yaseen       | 6-5           | Mohamed Khairy         | Ahmed Galal        | Walid Hamdy      | Jeanne Young    |
| 2016        | Szarm el-Szejk    | Peter Francisco    | 6-1           | Wael Talaat            | Basem Eltahhan     | Ahmed Galal      | nie rozegrano   |
| 2017        | Hammamet          | Basem Eltahhan     | 6-5           | Wael Talaat            | Mohamed Ibrahim    | Peter Francisco  | nie rozegrano   |
| 2018        | Kair              | Mohamed Ibrahim    | 6-1           | Mostafa Dorgham        | Mohamed Khairy     | Wael Talaat      | nie rozegrano   |
| 2019 – 2021 | nie rozegrano     | nie rozegrano      | nie rozegrano | nie rozegrano          | nie rozegrano      | nie rozegrano    | nie rozegrano   |
| 2022        | Casablanca        | Mohamed Ibrahim    | 5-4           | Hesham Shawky          | Mahmoud El Hareedy | Mohamed Khairy   | Yousra Matine   |
| 2023        | Casablanca        | Mostafa Dorgham    | 5-2           | Mohamed Khairy         | Mohamed Khairy     | Mohamed Khairy   | Hind Bennani    |
| 2024        | Johannesburg      | Hatem Yaseen       | 6-5           | Abdelrahman Shahin     | Omar Ramy          | Charl Jonck      | Chantelle Penny |
| 2025        | Saïdia            | Mahmoud El Hareedy | 6-1           | Yassine Bellamine      | Abdul Allie        | Mohamed Elkhayat | Yousra Matine   |

1. 1 2 3 4 5 6 7 8 9  Otrzymał zaproszenie do World Snooker Tour